# Rochelob
De Roche-lob is het druppelvormige gebied om een ster in een dubbelster, waarbinnen het gas door de zwaartekracht is gebonden aan die ster. De Roche-lob is, evenals de Rochelimiet, vernoemd naar de Franse sterrenkundige Édouard Roche.

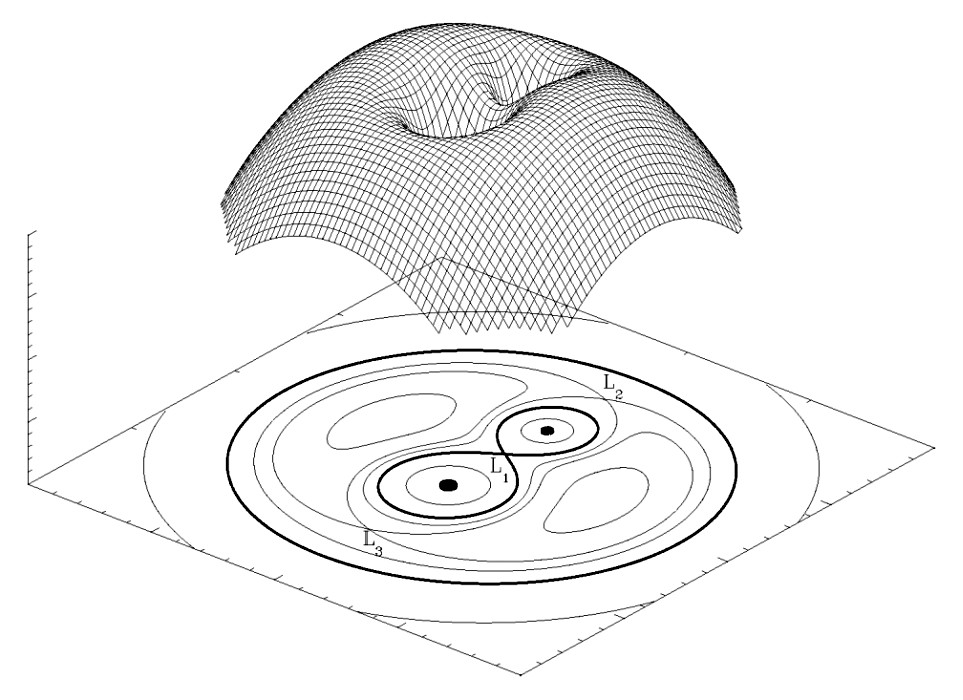
Driedimensionale weergave van het potentiaalveld van een dubbelster met een massaverhouding van 2, in een stelsel dat coroteert met de dubbelster. De druppelvormige gebieden in de equipotentiaalplot op de bodem van de figuur zijn de Roche-lobben van de twee sterren (dikke lijnen). De punten L1, L2 en L3 zijn de punten van Lagrange waar de krachten elkaar opheffen. Via het zadelpunt L1 kan gas van de ene ster naar de andere vloeien als deze zijn Roche-lob vult. Bron.

De twee Roche-lobben in een dubbelster worden begrensd door een kritisch potentiaaloppervlak. In deze potentiaal speelt niet alleen de zwaartekracht van de twee sterren een rol, maar ook de baanbeweging in de dubbelster en de daarbij horende centrifugaalkracht.  Een driedimensionale weergave van zo'n potentiaal is te zien in de figuur hiernaast.  
Op de bodem van de figuur is een zogenaamde equipotentiaalplot weergegeven.  De acht-figuur in deze plot zijn de twee Roche-lobben van de sterren, de druppelvormige gebieden die elkaar bij de punt raken.  Dit raakpunt wordt het (eerste) Lagrangepunt genoemd.  Via dit zadelpunt kan gas van de ene ster naar zijn begeleider stromen, wanneer de eerste ster zijn Roche-lob vult.  Bij zulke materieoverdracht kunnen de massa's van de sterren, en daarmee hun evolutie, en de baanperiode van de dubbelster aanzienlijk veranderen.  Wanneer beide sterren in een dubbelster hun Roche-lob vullen, kan materie verloren gaan uit de dubbelster, via het Lagrangepunt L2 en mogelijk een ring vormen om de dubbelster.